# تیم هیل
تیم هیل (انگلیسی: Tim Hill) یک کارگردان و فیلم‌نامه‌نویس اهل ایالات متحده آمریکا است. وی از سال ۱۹۹۳ میلادی تاکنون مشغول فعالیت بوده‌است.
جرج روی هیل عموی وی بود.

## فیلم‌شناسی
- هاپ
- آلوین و سنجاب‌ها
- حرکت بزرگ مکس کیبل
- گارفیلد ۲
- شوی پاتریک ستاره (به عنوان صداپیشه)
- ماپت‌های فضایی
- فیلم باب اسفنجی اسفنج در حال فرار